# Dekedaha FC
El Dekedaha FC es un equipo de fútbol de Somalia que juega en la Primera División de Somalia, primera categoría de fútbol en el país.

## Historia
Fue fundado en el año 1973 en la capital Mogadiscio con el nombre Ports FC y han sido campeones nacionales en tres ocasiones y han ganado la Copa de Somalia dos veces.
En la temporada 2013 el club cambió su nombre por el que tiene actualmente.

## Palmarés
- Primera División de Somalia: 5

1998, 2007, 2017, 2018, 2019
- Copa de Somalia: 2

2002, 2004
- Supercopa de Somalia: 1

2018

## Participación en competiciones de la CAF
| Temporada | Torneo                      | Ronda         | Club           | Casa | Visita | Global |
| --------- | --------------------------- | ------------- | -------------- | ---- | ------ | ------ |
| 2019/20   | Liga de Campeones de la CAF | Preliminar    | Zamalek SC     | 0-7  | 0-6    | 0-13   |
| 2024/25   | Liga de Campeones de la CAF | Primera ronda | AS Arta/Solar7 | 3-4  | 2-0    | 5-4    |
| 2024/25   | Liga de Campeones de la CAF | Segunda ronda | ES Tunis       | 1-4  | 0-8    | 1-12   |